# Sowjetischer Ehrenfriedhof (Lennestadt)

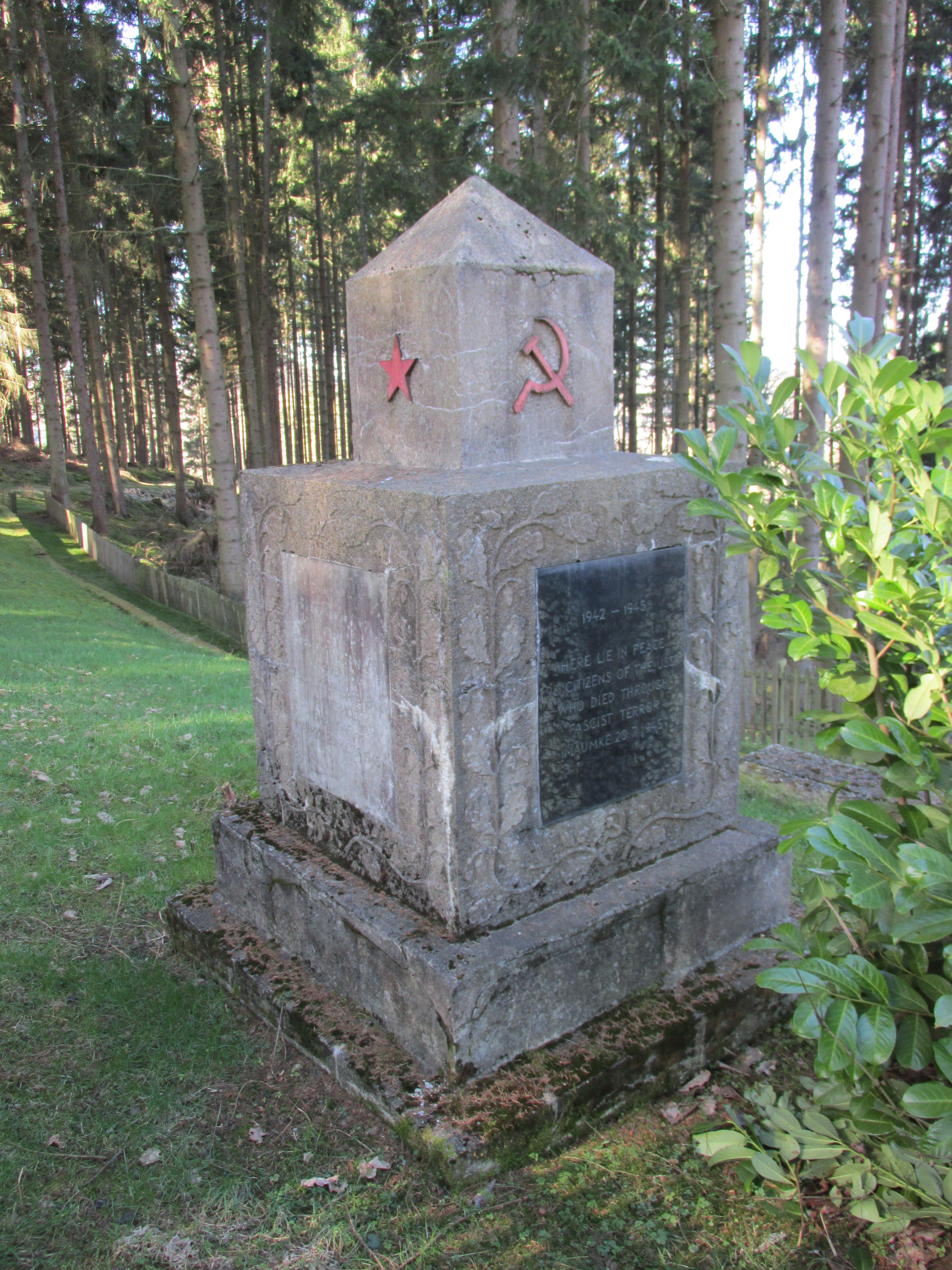
Denkmal für die verstorbenen sowjetischen Fremdarbeiter

Der Ehrenfriedhof liegt oberhalb der Lennestädter Ortschaft Maumke. Er wurde nach dem Zweiten Weltkrieg für die russischen Zwangsarbeiter beim Schwefelkiesbergbau der Firma Sachtleben angelegt, die im heutigen Lennestadt ums Leben kamen. Der größte Teil der dort bestatteten 99 Menschen starb bei Arbeiten in der Grube in Lennestadt-Meggen. Darunter waren auch die sowjetischen Opfer des schweren Grubenunglücks vom 9. Februar 1944. Der Friedhof wurde 1945 nach der Befreiung eingerichtet. Das dort errichtete Denkmal ist nur noch eines von zwanzig ähnlichen Denkmälern in Westfalen. Es wurde 1946 – wie das im benachbarten Attendorn – vom Architekten des Kreishochbauamtes Stritter im Auftrag der Sowjetischen Militäradministration 1946 geschaffen. In den folgenden Jahrzehnten wurde das Denkmal zeitweise deutlich verändert. So wurde es mit dem Eisernen Kreuz als Symbol der Wehrmacht versehen. Der Friedhof steht seit 2014 unter Denkmalschutz.